# Tephrosia fulvinervis
Tephrosia fulvinervis är en ärtväxtart som beskrevs av Achille Richard. Tephrosia fulvinervis ingår i släktet Tephrosia och familjen ärtväxter. Inga underarter finns listade i Catalogue of Life.